# Anthony Oyono
Anthony Henri Zué Oyono Omva Torque (* 12. dubna 2001) je gabonský profesionální fotbalista, který hraje na pozici pravého obránce za italský klub Frosinone Calcio. Narodil se ve Francii, ale hraje za gabonský národní tým.

## Klubová kariéra
Oyono se připojil k US Boulogne v roce 2018 a v červenci 2020 byl povýšen do prvního týmu, přičemž svůj seniorský debut za klub si odbyl 21. srpna 2020, když nastoupil jako pravý obránce při venkovní výhře 1:0 nad US Quevilly-Rouen v Championnat National. V říjnu podepsal s klubem tříleté prodloužení smlouvy.
Dne 30. ledna 2022 podepsal Oyono smlouvu s italským klubem Frosinone Calcio do 30. června 2024.

## Reprezentační kariéra
Oyono debutoval v gabonském národním týmu dne 30. března 2021, když nastoupil jako levý obránce při výhře 2:0 nad Angolou v kvalifikaci na Africký pohár národů 2021.

## Osobní život
Oyonovo dvojče Jérémy Oyono je také profesionálním fotbalistou.